# Gillian
Gillian ist ein geschlechtsneutraler Vorname (oft als Gill oder Gilli abgekürzt, in anderer Schreibweise Jillian), wird zumeist jedoch in der weiblichen Form genutzt. Vereinzelt kann es auch ein Familienname sein. 

## Herkunft und Bedeutung
Der Vorname Gillian entstand im 17. Jahrhundert durch Differenzierung vom Vornamen Julian, der vorher im englischen Sprachraum an beide Geschlechter vergeben wurde.

## Namensträgerinnen
- Gillian Alexy (* 1986), australische Schauspielerin
- Gillian Anderson (* 1968), US-amerikanische Schauspielerin
- Gillian Armstrong (* 1950), australische Regisseurin
- Gillian Avery (1926–2016), britische Literaturwissenschaftlerin und Kinderbuchautorin
- Gillian Barge (1940–2003), englische Schauspielerin
- Gillian Bradshaw (* 1956), US-amerikanische Schriftstellerin
- Gillian Yan-tung Chung (* 1981), chinesische Musikerin und Schauspielerin
- Gillian Clark (Badminton) (* 1961), englische Badmintonspielerin
- Gillian Crichton (* um 1974), deutsche Sängerin
- Gillian Cross (* 1945), britische Kinderbuchautorin
- Gillian Dobb (1929–2001), US-amerikanische Schauspielerin
- Gillian Gehring (* 1941), britische Physikerin
- Gillian Gilbert (* 1961), britische Musikerin
- Gillian Gilks (* 1950), englische Badmintonspielerin
- Gillian Murphy (* 1979), US-amerikanische Balletttänzerin
- Gillian O’Sullivan (* 1976), irische Geherin
- Gillian Rolton (1956–2017), australische Vielseitigkeitsreiterin
- Gillian Rose (Philosophin) (1947–1995), britische Philosophin und Soziologin
- Gillian Rubinstein (* 1942), britische Autorin
- Gillian Shephard, Baroness Shephard of Northwold (* 1940), britische Politikerin
- Gillian Slovo (* 1952), südafrikanische Schriftstellerin, Journalistin und Filmproduzentin
- Gillian Tans (* 1970), niederländische Unternehmerin
- Gillian Wearing (* 1963), britische Künstlerin
- Gillian Welch (* 1967), US-amerikanische Songwriterin

## Familienname
- Collette Gillian (* 1963 oder 1964), jamaikanische Skirennläuferin
- Gunther Gillian (* 1969), österreichischer Schauspieler